# Electronic dance music
La música de baile electrónica (EDM, por sus siglas en inglés de electronic dance music), música club, música dance, dance/electrónica o simplemente dance, es un conjunto de géneros de música electrónica, como el house, techno, trance, dubstep, eurodance, hard dance, italo-disco, dance pop, y sus subgéneros, entre otros. Orientada principalmente al baile, se caracteriza por estar realizada con sonidos sintéticos y orgánicos pregrabados en un estudio, y por sus ritmos bien marcados y repetitivos y con letras pegadizas, pudiendo incorporar voces o ser música instrumental.
Es también frecuente, en países no angloparlantes, emplear el término "dance" en un sentido más restrictivo -lo que puede originar alguna confusión- para referirse a un subconjunto de la música electrónica de baile integrado fundamentalmente por los géneros de mayor difusión entre el gran público, como son el house, el dance pop, el italo dance, el eurodisco, el eurodance, el dubstep y el trance.

## Características

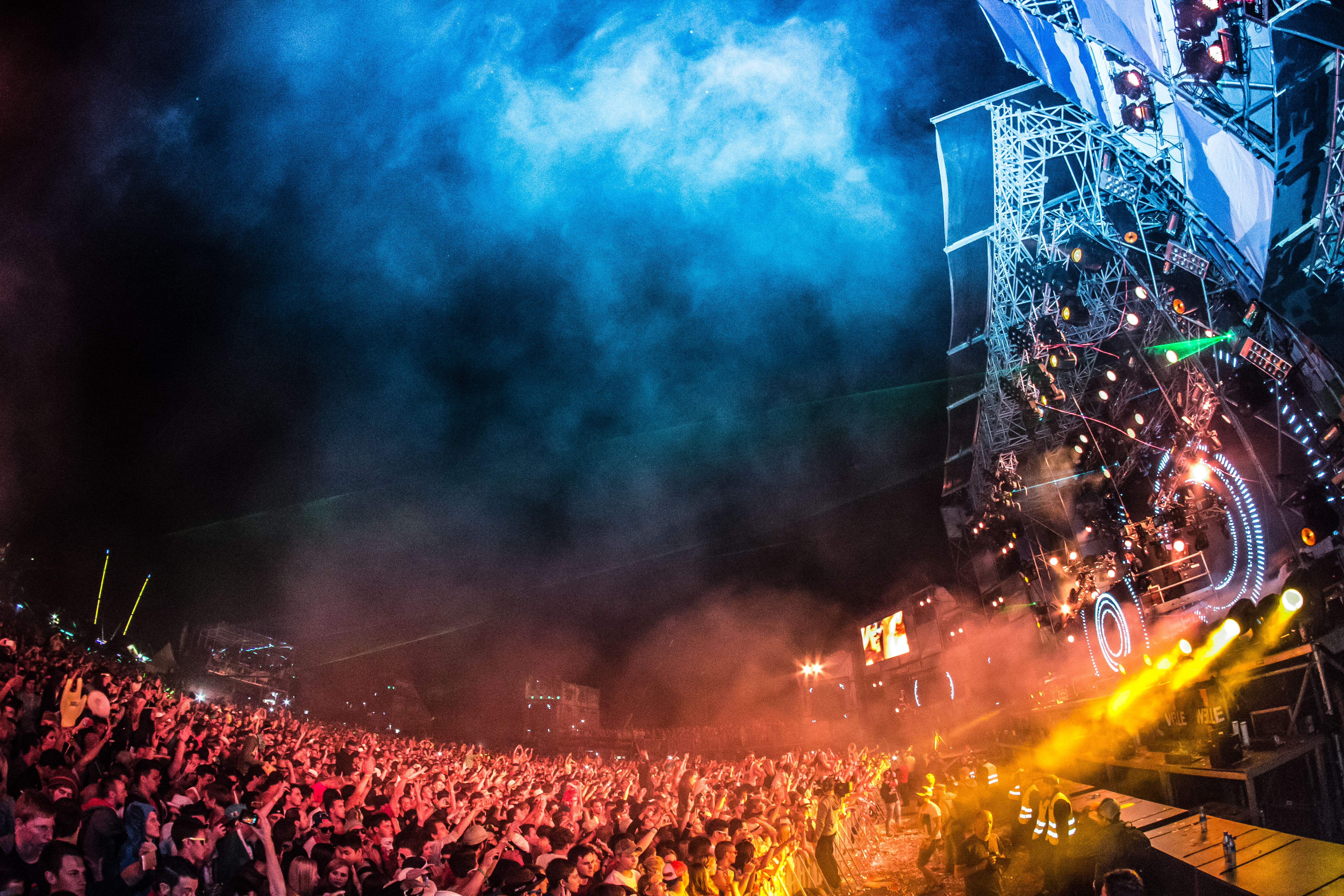
Un festival de dance.

El dance comprende un amplio espectro de géneros musicales de contenido percusivo que, en buena medida, son herederos de la música electrónica de Kraftwerk y de la música disco de los años 1970 a 1985. Esta música nació y fue popularizada en diferentes ambientes de discotecas en los años 1980-1990.Hacia comienzos de los años 1990, la presencia de la música electrónica de baile dentro de la cultura contemporánea se había extendido ampliamente, comenzando a ser estudiada académicamente en áreas  como la historia, la musicología o la sociología. Para su creación se utilizan instrumentos electrónicos como el sintetizador, la caja de ritmos y el secuenciador. Generalmente se enfatizan los sonidos únicos de estos instrumentos, incluso cuando se imita el sonido de otros instrumentos acústicos tradicionales. En ocasiones comprende también música no destinada primariamente al baile, pero que está derivada en todo caso de algún género de música electrónica orientado al baile. 

### Estilos musicales

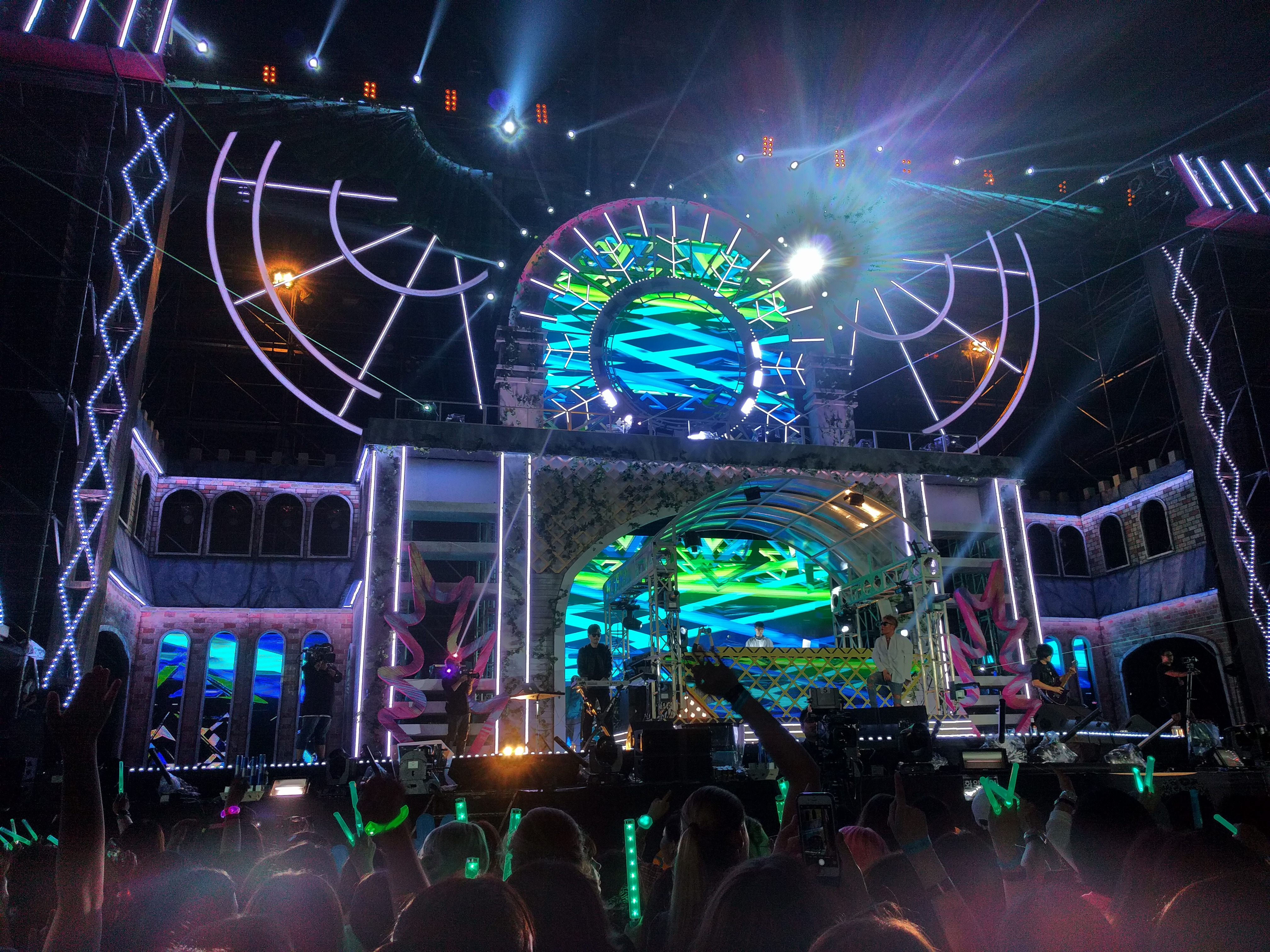
Un escenario de dance.

Los géneros más populares dentro del dance como el dance-pop y el euro-dance adoptan varias características de otros géneros (House, Techno, Trance, Pop entre otros) sin que reúnan características absolutamente propias [cita requerida] Otra característica es que su música en su forma más popular, generalmente no es compleja debido a su enfoque comercial, conjugándolos con ritmos y melodías alegres, siendo distinto a la música Underground. Tienen estructuras pop simples: estrofas, estribillos, momentos de clímax, etc. También se le ha llamado pop dance, en los años noventa fue el género que representó a la música electrónica junto con el techno; en algunas ocasiones es confundido con el electropop por sus vocales. Es la variante más comercial de la electrónica. El sonido de bajo suele ser de tipo TB-303 (sin distorsionar), las letras simples que hablan de amor o fiesta los sonidos de batería son la mayoría de tipo 909, incluye pocas variaciones rítmicas, algún barrido de filtro, voces mayormente femeninas y casi siempre una melodía principal hecha con algún tipo de sonido de sintetizador con onda de sierra (que suele sonar después de un estribillo cantado).

## Ritmos
Como toda música, se compone de varios compases marcados por el ritmo, que varía dependiendo del tipo de música electrónica que se trate, siendo diferenciado principalmente por el sub-estilo en que se enmarque. Usualmente se usa el compás 4/4 con variaciones en el tiempo.

## Historia
Véase también: La era de la música electrónica de baile

### Dance-rock (de 1981 a 1987)
Aunque no es Dance propiamente dicho, esta evolución del disco y de la New wave apareció con ritmos más marcados gracias a la aparición de nuevas cajas de ritmos más potentes.
Una mezcla de post-disco, rock y NewWave dio lugar al Dance-rock con New Order, Prince, Blondie, Daryl Hall y algunos temas de ABC, Depeche Mode, Spandau Ballet o Wham! entre otros. La escena también produjo muchos cruces, incluyendo a Kraftwerk consiguiendo audiencias de R&B con su disco de 1981 Computer World, que allanó el camino para Afrika Bambaataa, "Planet Rock", y electro en general.
Las influencias claves del género incluyen el synthpop, particularmente del New Romantic, mientras que los sintetizadores ayudaron a dar forma a la nueva música.

### Dance pop y Freestyle (de 1982 a 1991)
Por otro lado aparecieron el Dance pop y el freestyle, compuestos también por influencias electrónicas del Post-disco.
El dance pop con un ritmo o beat fuerte y una estructura sencilla, más similar a la canción pop, con un énfasis en las melodías y en los estribillos pegadizos. Se inició primeramente en EE. UU. con Michael Jackson y Madonna y posteriormente en Europa. El dance pop fue tomando influencias de otros géneros, que variaban con el mainstream del momento, incluyendo R&B contemporáneo, House, electro, Trance, Techno, electropop, funk, jazz, synthpop y algunas formas de la música disco.
En Italia esta evolución comenzó paulatinamente desde el italo disco y fue evolucionando en la segunda mitad de la década de 1980 con Spagna y Sabrina entre otros y en Centroeuropa con Modern Talking y C.C. Catch siendo denominado en ocasiones como Eurobeat. 
En U.K. los productores Stock, Aitken & Waterman lanzaron a partir de 1986-87 a diferentes cantantes con este sonido más evolucionado Rick Astley con "Never gonna give you up" o "Together forever" entre otras, Kylie Minogue con "I should be so lucky" y algunos éxitos más, Bananarama con "Venus", "Love in the 1st degree"..., Jason Donovan con "Too many broken hearts" entre otros, por otro lado los Pet Shop Boys  llevaron al Synth pop a sonidos más bailables.
En EE. UU., paralelamente al desarrollo del dance pop apareció el Freestyle, una fusión principalmente de Electro-funk, post-disco, y hip hop con artistas como Shannon, Exposé o Information Society, entre otros. 
Al llegar a 1990 ambos estilos empezaron a ser fuertemente influenciados por el House y el Techno creándose una cultura ya diferenciada del concepto dance. Algunos artistas mainstream del momento, como Madonna o Paula Abdul, comenzaron a realizar versiones remix de algunos de sus temas, más orientados al Dance a pesar de la gran repercusión del new jack swing en EE. UU. en esa época. 
Los BPM en esta etapa oscilan entre los 112 y 124. 
«Dance-Pop» (en inglés).
«Freestyle» (en inglés).

### Euro-House/Italo-House y TechnoDance (1990 a 1993)
Paralelamente al nuevo dance pop  de influencia house en algunos temas de Madonna, como Vogue o Deee-Lite con Groove is in the heart, ambos de 1990, se inició la entrada en el mainstream de la música electrónica de baile a nivel planetario. Artistas europeos como Technotronic y Snap ya estaban en lo más alto en Europa con el Euro house de sonidos más sintéticos y bailables y voces rapeadas, al igual que otros artistas destacados como KLF o Twenty 4 Seven. 
En Italia con una evolución particular del Italo disco fusionado con el house  aparece el Italo house con artistas como 49ers o Capella y posteriormente Double You con su "Please don't go", que asentó la moda de hacer covers a ritmo dance de grandes éxitos pop y rock de las décadas anterioresa. 
En 1991 de la fusión del italo house con elementos hi-NRG comienza a esbozarse el popular Eurodance con el tema de la cantante Rozzalla, "Everybody's free".
Al tiempo de la evolución dance heredada del Dance Pop, también aparecieron desde el synthpop nuevos sonidos más evolucionados heredados de Depeche Mode, Pet Shop Boys o New Order y dirigidos a las pistas de baile con artistas como OBK, Cetu Javu, Beat Cairo, Viceversa o Ray.
Por otra parte el EBM de los 80 junto al Acid house habían dado lugar al New beat de grupos como Plaza con Yo-yo o el DJ Chimo Bayo con su Asi me gusta a mi prediciendo la aparición del Rave.
Posteriormente,y con acordes secos y cortos heredados del Rave y con un moderado aumento del rango de beats por minuto utilizados, 125-135, Twilight Zone de 2 Unlimited, Mr. Vain de Culture Beat o U Got To Let The Music de Capella supusieron el comienzo del endurecimiento del sonido dance desde los sonidos sintéticos hacia rasgos más electro que junto al aumento de beats a 135-145 bpm y la entonacion heredada del hi-NRG supusieron el surgimiento del eurodance.
«EuroHouse» (en inglés).

### Eurodance(1993 a 1996)
A mediados de la década de 1990, la música Dance comercial llegó a la cima, siendo muy popular en varios países de Europa, gracias a un boom comercial de ventas del género gracias a la difusión masiva en radios y clubes nocturnos por parte de los DJs, que en muchos casos eran también productores de algunas de las bandas de moda.
Alexia, Double You, Scatman John entre otros tuvieron más de un hit entre 1995 y 1996.
Durante este tiempo los productores fueron incluyendo paulatinamente sonidos Trance menos electro y más envolventes que dio paso al Pizzicato y al Euro-Trance en los años subsiguientes.
Por otro lado comenzaron a surgir temas más suaves con melodías más alegres y desenfadadas que posteriormente desembocarían en el Booblegum al finalizar la década. Cantantes como Whigfield que destacó con su Saturday night y algunos éxitos más o Corona con The rhythm of the night comenzaron a endulzar los temas dando origen a la palabra "Cantadita" para definir este tipo de temas.
En esta época también tuvieron éxito los temas de velocidad más baja, entre los 100 y 115 bpm, con Ace of Base y sus temas All that she wants o The sign, además de Fun Factory con Celebration, fusionando Dance-Pop con ritmos tropicales.
«Eurodance» (en inglés).

### Pizzicatode 1996 a 1998
Este sonido reemplazo paulatinamente al eurodance,  influenciado al principio por el Dream-Trance de Robert Miles (Children 1995) Caracterizado por tener sonidos hipnóticos con repeticiones de acordes, el uso de samples de pizzicatos del cual obtiene su nombre, el bajo en contrapunto con el bombo, mayor tendencia a los temas instrumentales o de escaso componente vocal reduciéndose a samples de palabras o frases cortas, las secciones rapeadas prácticamente desaparecieron y la velocidad baja a 130-135 bpm  Faithless con "Insomnia" fue uno de los primeros temas en usar estos sonidos para posteriormente aparecer temas como "Seven days and one week" de B.B.E. , "Red 5" con Lift Me Up  a su vez aparecieron "Sash" con Encore Une Fois "Quick Silver - Bellisima" este género  poco a poco comenzó  a diluirse y fusionarse con el estilo en el Uplifting trance.

### Euro-Trance,Vocal trance, Nu-Italo yBubblegum dance(1997 a 2004)
El Eurodance adquirió elementos del trance para sus producciones. Tomando los efectos de reververación y tonos más épicos de las voces con momentos de parones y subidones del tema heredados del progressive house consiguió un moderado éxito. Artistas reconvertidos del EuroDance como Taleesa, otros nuevos como Milk Inc. o Silver comenzaron a despuntar. Ya en el siglo XXI Kate Ryan con un sonido Vocal trance tuvo mucho éxito con Desenchantee. Y desde Alemania la banda Cascada es considerada la más influyente del género con su sencillo "Everytime We Touch". El ritmo se fue endureciendo y los temas dejaron de ser cantados fusionándose con el Nu-Italo y el Hard House en Jumpstyle.
La evolución de la música electrónica desembocó a finales de los 90 en una revisión de la música disco con base electrónica Dance pop.
Los temas eran revisiones de temas anteriores como "September'99" de Earth Wind & Fire o temas nuevos con estilo disco como Diana Ross, Cher, Kylie Minogue o Madonna.
El Italo disco también fue revisado de la misma manera, con temas clásicos remezclados y temas nuevos con sonoridad semejante a los 80. Gigi D'Agostino o Eiffel 65 con su "I'm blue". 
Este estilo fue endureciendo las bases rítmicas y tomando sonidos trance hasta llegar al Jumpstyle.
Simultáneamente al Nu-Disco reflotó el sonido simple extraído de los temas de Pop de los años 50 y 60, el bubblegum dance. Es un tipo de dance, en el que la música y sus consiguientes autores/grupo tienen una estética colorida, afeminada, infantil y friendly. En ellos todo parece irrealmente divertido y feliz. Con estribillos cantados pegadizos y con ritmos de menor cantidad de beats por minuto. Los más representativos son "Up and Down" de Vengaboys y "Barbie Girl" de Aqua.
Con más sonido dance pop, "Music" de Madonna, "Believe" de Cher, "Sexy" de French Affair, "Can't Get You Out Of My Head" de Kylie Minogue y en español "Cielo líquido" de Fey.
Distintos países europeos ven triunfar artistas de este género. En Grecia, Helena Paparizou es considerada como la reina de dance, tras su éxito con el grupo Antique. Los moldavos de "O-Zone" tuvieron gran éxito internacional con el sencillo "Dragostea Din Tei". , aunque gran éxito fue también el que tuvieron las Passion Fruit con el tema "The Rigga-Ding-Dong-Song".

### Etapa Underground (2004 a 2007)
Después de la desaparición del entorno comercial de la música dance y eurodance, a raíz de la disolución durante la última etapa del 2002 de numerosos grupos que marcaron la tendencia durante los últimos años de la década de los 1990 y primeros años del nuevo siglo, como Eiffel 65, Alexia, Vengaboys, French Affair, Ace Of Base,Aqua,Barcode Brothers, etc. La música Dance y Eurodance subsistieron alejadas del público general fuera de sus países de origen, salvo excepciones, ocupando su lugar en el entorno comercial durante la etapa 2003-2008 por géneros como el hip hop o el reggaeton. 
En el entorno discotequero el Electro house arrasa por toda Europa.

### DancePop, Electro yElectro hopde 2007 a 2015
El electro hop salta a la fama internacionalmente cuando desde EE. UU se comienza a combinar el Hip Hop imperante con el electro exitoso de Europa por parte de grupos como The Black Eyed Peas que fueron seguidos por LMFAO, entre otros, o más latinizado por Pitbull.
Siguiendo esa línea de moda electro artistas como Madonna retoman el DancePop combinandolo con el electro y marca tendencia seguida por Britney Spears, Lady Gaga o Rihanna entre otras.
Conserva los acordes del euro-trance, pero es utilizado como género auxiliar al pop, además de ser fusionado con el Hi-NRG, que también fue retomado. 
Gracias a la compañía disquera Zooland Records, el eurodance siguió vigente en Europa, gracias a artistas como Italobrothers, Yanou y Cascada, quienes son los únicos vigentes desde la primera generación del género. "What Is Life?" de Danzel, "Gold" de Antoine Clamaran, "In Da Name Of Love" de Ray & Anita, "Fever" de Cascada,  "I don't care" de Icona Pop...
Actualmente el eurodance vive un proceso de renacimiento, volviendo con fuerza al entorno comercial y al público general, gracias a las aportaciones de los Djs que mantuvieron vivo el género dentro de la esfera underground en sus años bajos, como Bimbo Jones, Freemasons, Antoine Clamaran, Bob Sinclair, Swedish House Mafia, etc. A esto hay que sumar la persistencia de artistas como la belga Kate Ryan (una de las pocas cantantes, que fieles a este género, se ha mantenido con éxito durante esta última década) y al regreso de algunos de los famosos grupos y artistas del período anterior como los míticos Vengaboys, DJ Bobo, Aqua, Ace of Base, Masterboy, Haddaway, Toy Box y el grupo 2 Unlimited.

## Sellos discográficos significativos

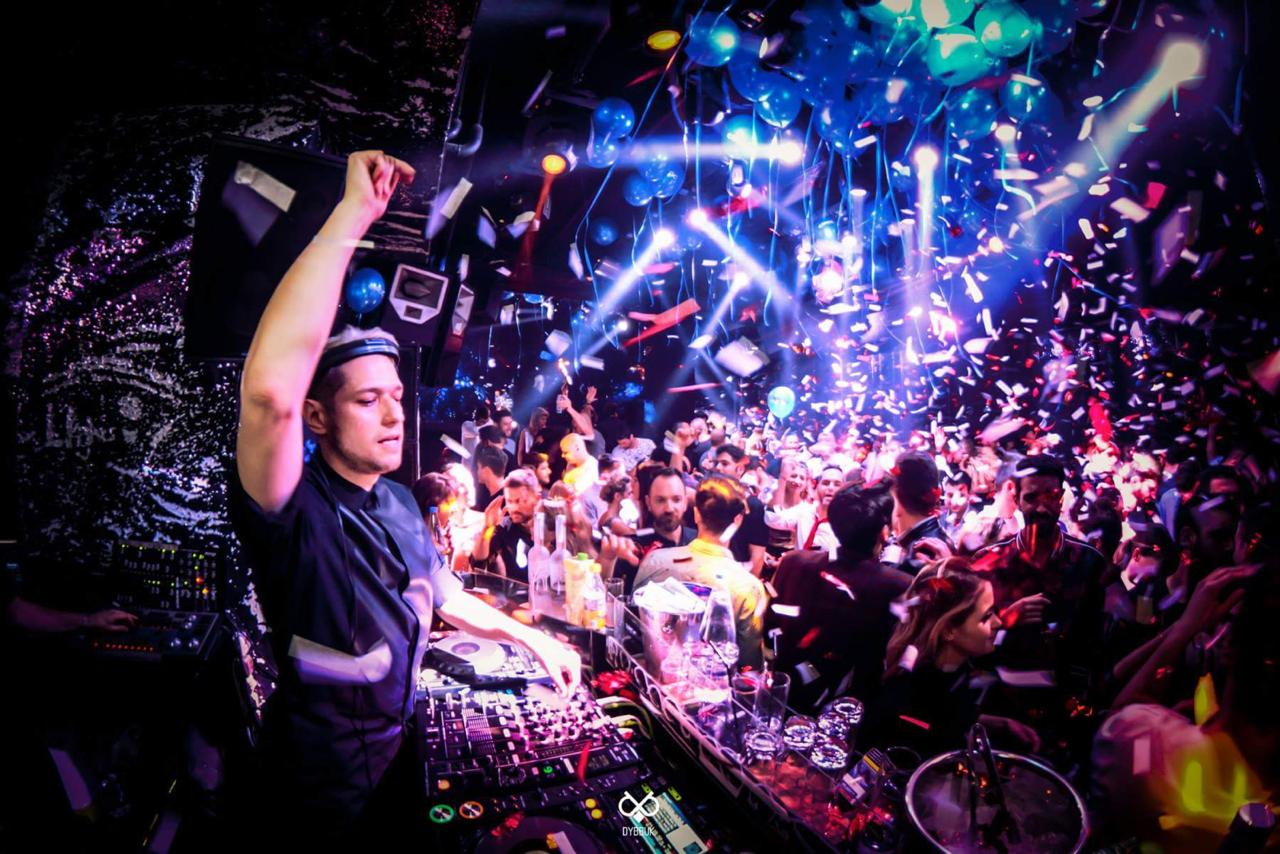
CJ Jeff es un artista griego de música electrónica, DJ y productor, activo desde 2001

Hasta los años 1980, no existían prácticamente sellos discográficos centrados exclusivamente en la música electrónica de baile. Esto cambió a partir de 1989,cuando Larry Sherman creó el sello de house Trax Records y el pionero del techno Juan Atkins comenzó Metroplex Records. En Gran Bretaña, Warp Records surgió a comienzos de los años 1990. En Argentina, Libervox  Records pionero en producción electrónica a principios de los años 1990. Otros sellos posteriores significativos son Astralwerks, Ed Banger Records o Ninja Tune.

## Géneros
Nota: Alguno de los géneros más representativos de la música electrónica EDM. 
- Psytrance
- Ambient
- Chiptunes
- Euro-Dance
- Rave
- Complextro
- Hardstyle
- Gabber
- House
- Techno
- Trance
- Breakbeat
- Moombahton
- Dance-pop
- Synth pop
- Drum and bass
- Dubstep
- Jungle terror
- Melbourne bounce
- Trap
- Electro
- Future Bass
- New Beat

Además, hay otros sub-estilos dentro de ellos. Actualmente, a través de la globalización, la música dance y electrónica se ha expandido tanto, que las culturas de diversos países (cultura musical) se han ido moldeando a nuevos ritmos y cada vez se van creando más géneros de música.

## Premios
En el mundo de la música electrónica y el dance, existen varios prestigiosos premios reconocidos internacionalmente.
Los premios Grammy tienen actualmente dos categorías dedicadas a este estilo musical y son celebradas anualmente: el premio Grammy al mejor álbum dance o electrónico y el premio Grammy a la mejor grabación dance.